# Кростини
Крости́ни (итал. crostini) — закуска-антипасто в итальянской кухне, миниатюрная и более изысканная версия брускетты с топпингом. Представляют собой маленькие бутерброды на ломтиках подрумяненного на гриле хлеба с хрустящей корочкой, натёртых зубчиком чеснока и сбрызнутых оливковым маслом холодного отжима. На подготовленную таким образом хлебную основу кростини выкладывают различные продукты: измельчённые помидоры, каперсы, оливки, анчоусы, сыр, авокадо и креветки. Кростини по-флорентийски готовят с куриным печёночным паштетом, по-неаполитански — с томатом и анчоусом, по-пармски — с тёртым пармезаном и анчоусом. Кростини увеличенного размера, сервированные самостоятельным блюдом, именуются кросто́ни.